# 마마두 바
마마두 디울데 바(Mamadou Diouldé Bah, 1988년 4월 25일, 코나크리 ~)는 기니의 축구 선수로 포지션은 미드필더이며 현재 프랑스 5부 리그의 US 라옹 레타프 소속이다.

## 선수 경력

### 클럽
프리기아베 FC에서 축구를 시작하여 2007년까지 아틀레티코 드 콜레아, RC 스트라스부르 유소년팀에서 활동하다가 2007년 RC 스트라스부르 성인팀 정식 입단을 통해 프로에 입문했다.
입단 이후 2010년까지 리그 62경기 4골을 기록한 뒤 2010년 8월 31일 독일 분데스리가의 VfB 슈투트가르트로 이적하였지만2013년까지 리그 6경기 출장에 그치는 등 슈투트가르트에서는 이렇다할 활약을 펼치지 못한 채 2012-13 시즌 종료 후 계약을 해지했으며 2014년 1월 5일 친정팀인 RC 스트라스부르로 복귀하여 2015년까지 리그 18경기 1골을 기록했다.
그리고 2016년 같은 지역 연고팀이자 프랑스 6부 리그팀인 AS 피에로 보방 스트라스부르로 이적 후 2017년까지 리그 13경기 1골을 기록했고 2018년 프랑스 5부 리그 소속팀인 US 라옹 레타프로 이적하여 2020년 현재 32경기 3골을 기록하고 있다.

### 국가대표팀
2008년 아프리카 네이션스컵 본선을 통해 국제 A매치에 데뷔하였으나 팀은 8강에서 강호 코트디부아르에 0-5로 대패하며 4강 진출이 좌절되었고 이후 같은 해 10월 케냐와의 2010년 FIFA 월드컵 아프리카 지역 2차 예선 2조 최종전에서 A매치 데뷔골을 터뜨리며 팀의 3-2 승리 및 최종 예선 진출에 일조했다.
그 뒤 2012년 아프리카 네이션스컵 본선 엔트리에 합류하여 최약체팀인 보츠와나와의 D조 2차전에서도 득점을 기록하며 팀의 6-1 대승에도 일조했으나 팀은 가나, 말리에 밀려 1승 1무 1패·조 3위에 그치며 대회 조별리그 탈락의 고배를 마셨으며 2012년 이후 A대표팀에 차출되지 못했고 A매치 통산 33경기 4골의 성적을 남겼다.